# 埃里克·巴克利
埃里克·巴克利（英語：Erick Barkley，1978年2月21日—）是美国NBA联盟职业篮球运动员。他在2000年的NBA选秀中第1轮第28顺位被波特兰开拓者选中。